# 独鈷山
独鈷山（とっこさん）は、殿城山（でんじょうさん）、鉄城山（てつじょうさん）とも呼ばれ、長野県上田市に位置する標高1266メートルの山である。なだらかな山が多い東信地方にあって珍しい、荒々しい山容の山で、古くから信仰の山であったとされる。塩田平を潤す水源があることから、雨乞いの山でもあった。空海（弘法大師）にまつわる伝承が多く残ることでも知られ、それが山の名前の由来になったとする説もある。信州百名山の一つに数えられている。

## 地理

独鈷山周辺の地形図

上田盆地南部、塩田平の南方にそびえる山は、一つの線に連なる山脈を形成し、旧丸子町と上田市の境界、そして塩田平を潤す産川の水系と、内村渓谷を形成する内村川の水系の分水嶺をなしている。保福寺峠南部から、上田市御嶽堂で内村川が依田川に合流する付近まで狭長に連なるこの山脈は、独鈷山脈と呼ばれ、その中で標高1266メートルの主峰が独鈷山である。山頂には、二等三角点「峰古屋」が設置されている。

### 地形・地質
独鈷山脈は、開析状態が壮年期にあり、なだらかな山容の山が多い地方にあって、凹凸の多い鋸歯状の峰を連ねる独特の山容を呈している。中で独鈷山は、その名前の由来ともいわれる、独鈷のような奇岩が屹立している。
独鈷山脈の地質は、内村層と呼ばれる、中新世前期に形成された海底火山の噴出物、ガラス質安山岩あるいは緻密質安山岩、凝灰岩からなる堅い岩質の層である。内村層を細分化した中では最上位に位置する富士山層に区分され、この層はガラス質安山岩を主とし、玄武岩や流紋岩が混ざる。層の厚さはおよそ1300メートル、独鈷山付近では1500メートルになると推定される。独鈷山付近の岩石は、暗灰色や淡黄色の石英安山岩質溶岩が目立っている。ここの石英安山岩質溶岩には石英、斜長石、輝石の大きな斑晶があり、風化によってその斑晶が抜け出した中に、斜長石が十字あるいは×印の形をした石が含まれ、この石はその形から俗に「ちがい石」と呼ばれている。また、この地層は沸石などの変質鉱物を含むことも特徴で、沸石が抜け出したものは地元で「蛇骨石」と呼ばれている。

## 自然
独鈷山系は、麓の気象に大きな影響を与えている。上田盆地には地表より上空の気温が高くなる逆転層がよく発生し、それは独鈷山麓の塩田平も同様と考えられる。そのためか、独鈷山では中腹の標高800メートル付近にしばしば横霧が発生している。
夏季、独鈷山の北側斜面や塩田平では、北風が卓越する一方、南側斜面では南風が卓越している。北からの風と南からの風が上小地域辺りでぶつかり合うといわれており、独鈷山も南北の風の折衝点になっているとみられる。

### 植生
独鈷山では、尾根近くまで植林が進んでおり、大部分がカラマツやヒノキの林である。人工林以外だと、コナラ、クヌギ、ミズナラを主とする落葉広葉樹の雑木林やアカマツ林が多くみられる。沢筋の湿気が多い場所では、サワシバやクマシデなどが多く自生し、フサザクラ、チドリノキなどがみられるのも特徴。山裾の植物は、平地のものと大きな違いはないが、少し山の中に入ると山地性の植物がみられるようになり、フシグロセンノウ、アキギリ、ウバユリ、ヤグルマソウ、シラヤマギクなどがある。日当たりのよい場所では、南北斜面で植生に大きな違いはないが、内村渓谷の南で多く見られるナガバノコウヤボウキは、北側斜面ではみられない。標高1266メートルまでしかない山系だが、尾根付近にはシラカンバ、ダケカンバ、コメツガなど亜高山性の樹種もわずかにみられる。また、尾根にはキヌタソウが多くみられる。本州北部に分布する植物、関東以西に分布する植物、中部産の植物などが入り交じり、植物の種類は豊富である。

## 人文

### 伝承
独鈷山は、近隣に珍しい切り立った岩を連ねる怪奇な姿のため、古くから信仰の山となってきた。また、その険しさにより僧などが修行する霊場でもあったとされる。

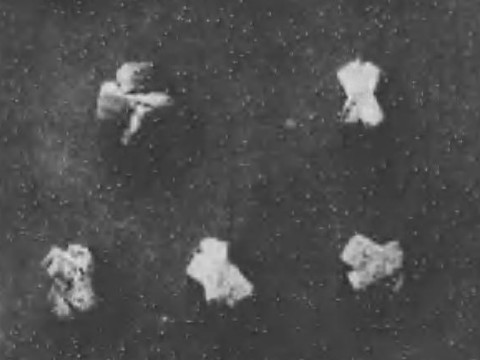
西塩田村産の「ちがい石」。

独鈷山を中心に、空海（弘法大師）にまつわる伝承が多く流布しており、独鈷山では、空海が精舎を建てる地を探していてこの山に目を付けたが、谷間が九十九しかなかったので、「もし百谷あったなら、われ、ここに住まんものを。」と言い残して立ち去った、とか、去るに際しこの山の山頂に空海所持の独鈷を埋めてゆき、その近くには「硯水」という霊水が湧き出る、とか、布教に訪れた空海が柳の木を彫って地蔵を作り、行者岩の上に安置した、といった伝説が残っている。また「ちがい石」は、空海がこの石を持つ者は災厄を免れると誓ったという伝承から、「誓い石」ともいう。
このうち、湧水と地蔵の伝承について、柳田国男に師事した教育者・民俗学者の箱山貴太郎は、塩田平が「塩田三万石」といわれる上田藩の穀倉地帯でありながら、水源が少なく旱魃にたいへん苦しんだことから、水を求める信仰が強く、良質な湧水があり、塩田平を潤す川の水源である独鈷山がその対象となったことと、灌漑に功績が高く、水に困った地方で地に錫杖をさして湧き水をつくったという伝承の多い空海が結びついたものであろうと指摘している。
独鈷山には、雲や霧がかかることがよくあるため、その状態によって気象を占う気象俚諺も多く伝わっている。麓では、独鈷山に雲や霧がかかると雨が降る、というものが多いが、塩田平の北や独鈷山の南では、独鈷山からくる雨についての俚諺が多い。独鈷山の雪が消えたら種をまけ、という農耕に関する俚諺もある。

### 名称
独鈷山は、元々は殿城山といわれていた。殿城山は、デッチョウ山に漢字を当てたものとされ、デッチョウとは、山の頂を意味する絶頂と同根であり、山頂を祭場として雨乞いをしていた名残とみられる。山頂には、麓にある中禅寺の奥の院があったと伝わり、山頂の平坦部には「寺屋敷」あるいは「古寺屋敷」という地名が残る。山頂はまた、塩田城の支城・峯小屋城があったと考えられ、「峯小屋」や「馬屋」といった呼称も伝わっている。独鈷山という名は、かつては殿城山の支峰の1つの名であったものが、いつしか山全体を表すようになり、昭和になってからは独鈷山で統一されている。
独鈷山の由来は、空海が独鈷を埋めて去った伝説にあるといわれるが、独鈷に似た奇岩が屹立するその姿から名づけられたとする考え方もある。険しい峰や谷が並び、鋸歯状にそびえるその山容から、「信州の妙義山」との異名も持つ。また、弘法大師伝説のあることから、弘法山とも呼ばれたというが、その後弘法山は独鈷山の支峰の名となっている。

### 詩歌
塩田平の南にそびえ立つ独鈷山の姿は、地元で深く親しまれており、複数の小中学校がその校歌に独鈷山を織り込んでいる。塩田を訪れた文化人が詩を寄せている例もあり、独鈷山に登った歌人・釈迢空は、
という歌を残している。

## 登山
現代の独鈷山は、登山道も整備され、多くの登山客で賑わう山にもなっている。主な登山口は4ヶ所。中禅寺裏から入る西前山（不動滝）のルートは、独鈷山の醍醐味を味わえる登山道で、山頂までの距離は約2.4キロメートル、所要時間は1時間半強である。同じく塩田平側の沢山池から入るルートは、最も距離が長く所要時間は2時間半程度、比較的なだらかで家族連れでも登りやすいとされる。南側内村渓谷からのルートは、宮沢集落から入るものが最も明るいとされ、山頂までの距離は約3.7キロメートル、所要時間は1時間半強。もう少し東の虚空蔵集落から登るルートもある。また、平井寺トンネルの北から林道を上がっていった先にある登山口からのルートは山頂までの最短距離で、所要時間は1時間少々である。
独鈷山の山頂からは展望がきき、北は上田を象徴する里山の太郎山や虚空蔵山、その向こうに上信越高原の高峰、更には戸隠山群や北アルプスまで、南は八ヶ岳山群の山々が見渡せる。